# L'Empire des nombres
L'Empire des nombres és una monografia il·lustrada que tracta sobre els nombres i la seua història, escrita per Denis Guedj, publicada el 1996. S'hi va adaptar un documental homònim.

## Introducció
L'autor ens convida a la gènesi d'un dels invents més importants de la humanitat: els nombres. Com les lletres, els nombres tenen una història rica i complexa. Qui els va inventar primer? Quants anys tenen i com es van desenvolupar? Com van arribar a representar un món d'idees abstractes i conceptes universals? Com es diferencien en el món actual? Qui va inventar l'àlgebra, la geometria i el càlcul? Com afecten aquestes idees a la nostra vida de cada dia? Aquest assaig utilitza un llenguatge senzill per a descriure els principis bàsics dels nombres: l'aritmètica, el nombre natural, el nombre enter, els conceptes de zero i infinit, així com els nombres i el seu simbolisme han estat utilitzats en l'art i altres disciplines. Es divideix en set capítols, seguits d'un conjunt de "testimonis i documents".

## Acollida
El lloc web Babelio dona al llibre una valoració mitjana de 3 sobre 5, basada en 11 notes. En el lloc web Goodreads, el llibre té una valoració mitjana de 3,61 sobre 5 basada en 66 notes, la qual cosa indica crítiques generalment positives.

## Adaptació documental
L'any 2001, en coproducció amb Arte France i Trans Europe Film, en col·laboració amb Éditions Gallimard i CNRS, es feu l'adaptació de L'empire des nombres, dirigida per Philippe Truffault, i la va emetre Arte en L'aventura humana. La pel·lícula també es va estrenar en DVD, editada per Arte Video.

### Fitxa tècnica
- Títol: L'imperi dels nombres
- Títol alemany: Im Reich der Zahlen[8]
- Títol en anglés: Numbers: The Universal Language
- Realització: Philippe Truffault
- Veu: Denis Guedj
- Productor: Jean-Pierre Gibrat
- Ajudant de producció: Karine Lalloz
- Imatge: Gérard Figuerola
- Muntatge: François Labat
- Conformació: Frédéric Pichon
- Documentació: Julie Beressi i Michael Dolan
- Gràfics: Aurélia Gaud
- Assistent de llum: Johan Samacoits
- Enregistrament del comentari: François Morel
- Gestió de la producció: Gilles Moisset
- Administració de la producció: Nathalie Cayn
- Responsable de desenvolupament: Ahmed El-Sheikh
- Música original: Guy Skornik i Zab
- Empreses productores: Arte France, Trans Europe Film, Éditions Gallimard i CNRS
- Estat d'origen:  França
- Llengua: francés, doblatge en alemany i anglés
- Durada: 53 minuts
- Data d'estrena: 2001 en Arte